# Eueides eanes
Eueides eanes är en fjärilsart som beskrevs av William Chapman Hewitson 1861. Eueides eanes ingår i släktet Eueides och familjen praktfjärilar. Inga underarter finns listade i Catalogue of Life.